# Michal Krčmář
Michal Krčmář (Vrchlabí ,28 januari 1991) is een Tsjechische Biatleet. Hij vertegenwoordigde Tsjechië op de Olympische Winterspelen 2014 in Pyeongchang, de Olympische Winterspelen 2018 in Sotsji en de Olympische Winterspelen 2022 in Peking. Hij is de zoon van Daniel Krčmář die tevens een biatleet was en deelnam aan de Olympische Winterspelen 1994 in Lillehamer .

## Carrière
Krčmář maakte zijn debuut in de wereldbeker op 11 februari 2012 in de 10 km sprint in Kontiolahti waar hij 73 eindigde. Zijn eerste punten in de wereldbeker behaalde hij op 14 december 2013 in Annecy-Le Grand-Bornand waar hij 28 werd in de sprint. Hij nam deel aan de Olympische winterspelen in 2014. Op 15 januari 2017 behaalde hij zijn eerste podiumplaats in de wereldbeker met een derde plaats in de 12,5 km achtervolging in Ruhpolding. In 2018 ging Krčmář voor een tweede keer naar de Spelen in Pyeongchang waar hij een zilveren medaille op de 10 km sprint won. Op de Wereldkampioenschappen biatlon 2020 in Antholz pakte Krčmář zijn eerste WK-medaille met brons in de gemende estafette samen met Eva Puskarcikova, Markéta Davidová en Ondřej Moravec. Het seizoen 2022/2023 behaalde Krčmář door onder meer 7 top-10 plaatsen een 13e plaats in de wereldbeker.

## Resultaten

### Olympische Winterspelen
| Jaar | Plaats      | Onderdeel   | Onderdeel | Onderdeel     | Onderdeel  | Onderdeel | Onderdeel          |
| Jaar | Plaats      | Individueel | Sprint    | Achtervolging | Massastart | Estafette | Gemengde estafette |
| ---- | ----------- | ----------- | --------- | ------------- | ---------- | --------- | ------------------ |
| 2014 | Sotsji      | 60e         | –         | –             | –          | 11e       | –                  |
| 2018 | Pyeongchang | 7e          | ↑         | 30e           | 26e        | 7e        | 8e                 |
| 2022 | Peking      | 59e         | 16e       | 34e           | 21e        | 19e       | 12e                |

### Wereldkampioenschappen
| Jaar | Plaats               | Onderdeel   | Onderdeel | Onderdeel     | Onderdeel  | Onderdeel | Onderdeel          | Onderdeel                 |
| Jaar | Plaats               | Individueel | Sprint    | Achtervolging | Massastart | Estafette | Gemengde estafette | Single gemengde estafette |
| ---- | -------------------- | ----------- | --------- | ------------- | ---------- | --------- | ------------------ | ------------------------- |
| 2013 | Nové Město na Moravě | –           | –         | –             | –          | 6e        | –                  |                           |
| 2015 | Kontiolahti          | –           | 59e       | 57e           | –          | 6e        | –                  |                           |
| 2016 | Oslo                 | 5e          | 24e       | 22e           | 22e        | 5e        | 6e                 |                           |
| 2017 | Hochfilzen           | 6e          | 61e       | –             | 22e        | 10e       | 7e                 | –                         |
| 2019 | Östersund            | 23e         | 44e       | 25e           | 28e        | 4e        | 6e                 | –                         |
| 2020 | Antholz              | 23e         | 39e       | 27e           | –          | 13e       | Brons              | 14e                       |
| 2021 | Pokljuka             | 26e         | 11e       | 22e           | 25e        | 13e       | 11e                | –                         |
| 2023 | Oberhof              | 8e          | 14e       | 19e           | 27e        | 4e        | 5e                 | 14e                       |

### Wereldkampioenschappen junioren
| Jaar | Plaats               | Onderdeel   | Onderdeel | Onderdeel     | Onderdeel |
| Jaar | Plaats               | Individueel | Sprint    | Achtervolging | Estafette |
| ---- | -------------------- | ----------- | --------- | ------------- | --------- |
| 2009 | Canmore              | –           | –         | –             | 11e       |
| 2010 | Torsby               | –           | –         | –             | 7e        |
| 2011 | Nové Město na Moravě | 23e         | 20e       | 45e           | 8e        |
| 2012 | Kontiolahti          | 50e         | 17e       | 16e           | Zilver    |

### Wereldbeker
Eindklasseringen
| Seizoen   | Algemeen | Individueel | Sprint | Achtervolging | Massastart |
| --------- | -------- | ----------- | ------ | ------------- | ---------- |
| 2011/2012 | –        | –           | –      | –             | –          |
| 2012/2013 | –        | –           | –      | –             | –          |
| 2013/2014 | 82e      | –           | 68e    | –             | –          |
| 2014/2015 | 51e      | 47e         | 58e    | 38e           | –          |
| 2015/2016 | 23e      | 11e         | 28e    | 24e           | 25e        |
| 2016/2017 | 17e      | 12e         | 29e    | 13e           | 15e        |
| 2017/2018 | 29e      | 16e         | 42e    | 29e           | 21e        |
| 2018/2019 | 21e      | 23e         | 20e    | 26e           | 19e        |
| 2019/2020 | 21e      | 34e         | 24e    | 21e           | 20e        |
| 2020/2021 | 23e      | 24e         | 23e    | 22e           | 27e        |
| 2021/2022 | 28e      | 14e         | 31e    | 21e           | 20e        |
| 2022/2023 | 13e      | 9e          | 9e     | 14e           | 9e         |

## Trivia
Krčmář trouwde in april 2023 met Romana Davidová, samen hebben ze een zoon Viktor.